# Nīvlar
Nīvlar (persiska: نيولو, نیولر, Nīvlū) är en ort i Iran.   Den ligger i provinsen Västazarbaijan, i den nordvästra delen av landet, 600 km väster om huvudstaden Teheran. Nīvlar ligger 1 317 meter över havet och antalet invånare är 213.
Terrängen runt Nīvlar är kuperad åt sydväst, men åt nordost är den platt. Runt Nīvlar är det ganska tätbefolkat, med 185 invånare per kvadratkilometer. Närmaste större samhälle är Urmia, 18,0 km norr om Nīvlar. Trakten runt Nīvlar består till största delen av jordbruksmark.